# 東方紺珠傳 ～ Legacy of Lunatic Kingdom.

《東方紺珠傳》遊戲畫面。本作引入了「完美無缺」模式，在此模式下生命值失效，因此顯示為「DISABLE」。

《東方紺珠傳 ～ Legacy of Lunatic Kingdom.》是由同人組織上海愛莉絲幻樂團發布的彈幕射擊遊戲，為東方Project的第15作。

## 劇情簡介
遊戲延續《東方深秘錄》的故事。在都市傳說在幻想鄉具現化時，「阿波羅號並沒有登陸月球」這樣的傳言悄悄傳開。此時靈夢與早苗看見了在山上徘徊的機械蜘蛛（探測機），並且所在之處濃霧皆散、草木皆枯，走過之處萬物皆失去生息。從天空飛過的天狗也沒注意到蜘蛛。靈夢與早苗因此感到心急並出發前往。
在眾人皆在謠傳都市傳說時，由於深秘錄突然出現七個超神祕球體、其中一個在月之都，魔理沙為此神秘事件前往調查。此時不知所措的魔理沙遇見了已服用永琳的強化藥的鈴仙，引領靈夢等人前進。
無法阻止金屬蜘蛛淨化的步伐。 眼睜睜看著草木枯萎。凡蜘蛛走過之處只留下荒瘠。在幻想鄉被完全淨化之時，就成為完整的世界了吧，一顆美麗且毫無生息的行星。

## 角色

### 自機角色
- 博麗靈夢（博麗 霊夢（はくれい れいむ））
- 霧雨魔理沙（霧雨 魔理沙（きりさめ まりさ））
- 東風谷早苗
- 鈴仙·優曇華院·稻葉（鈴仙・優曇華院・イナバ（レイセン・うどんげいん・イナバ））

### 頭目角色
清蘭
名副其實的砲灰。
在被稱為伊格爾拉比的地面調查部隊之中，負責潛伏滲透這項最危險的工作。儘管工作危險，薪水卻很低。
月都雖然都有心靈感應能力，但從不會認真進行交談。似乎是在休息中為夥伴搗年糕時遭到了襲擊。
鈴瑚
在被稱為伊格爾拉比的地面調查部隊中，負責情報管理這項閑職。儘管很輕鬆等級卻很高的職位。
不知是否因為一直在收集情報，她的興趣轉移到了地面。她的任務只是調查。雖然也被允許進行戰鬥，但並沒有勝利的必要。
哆來咪·蘇伊特（ドレミー・スイート，Doremy Sweet）
愛做白日夢的妖怪。棲息在夢中世界。
一切生物所做的夢其實在根本都是相互聯繫的。在夢中前往不曾知曉的地點、遇到不曾相識的人、發現不為所知的BUG都是因為這個原因。
她能夠消滅、創造、替換這些夢境。只要擅於利用夢中世界，就可以前往任何地方，成為任何人物。
她為了不讓發現了這個事實的人破壞秩序，而不斷地監視著。
稀神 探女（稀神 サグメ（きしん　さぐめ））
月之民的高官，拥有从口中说出便可使事态逆转的能力。和月之贤者冻结了月之都而防止被纯狐的攻击导致的污秽侵蚀，令月之民前往梦境避难，但由于长期在在梦境中精神会被侵蚀。为此利用自己的能力制造了《深秘录》的神秘珠，并在幻想乡散布“‘NASA隐瞒了在月上所见的真相’的阴谋论”，利用神秘珠的能力使月之都在幻想乡出现而实现迁都计划。后来玩家主角群成功击败其，而转而希望他们能击败纯狐。
克勞恩皮絲（クラウンピース，Clownpiece）

純狐
對月之民嫦娥抱有強烈怨恨的強大存在，千年多來多次襲擊月之都並且每次都有能力全身而退。在此次事件中與赫卡提亞合作，透過自身純化的能力使月之都充滿生命力，讓月之民們為躲避汙穢逃至夢境世界，再從中討伐藏匿其中的嫦娥。在得知幻想鄉被月之民牽連進來後，她也很乾脆的收手停止對月之都的襲擊。
赫卡提亞·拉碧斯拉祖利（ヘカーティア・ラピスラズリ，Hecatia Lapislazuli）
司掌月球、地球、異界三界地獄的女神，能自由地在三界間活動。同樣地對月之民抱有怨恨的神明，不過其對月之民的憎恨主要仍是受純狐的影響，在此次事件中與純狐合作，將部下克勞恩皮絲借給純狐差遣讓月之都充滿生命力使其逃入夢境世界，自己則潛伏在夢境世界中準備追討藏匿其中的嫦娥。

## 發布
於2015年4月20日ZUN在官網發布關於第15彈的公告，表示「乍看之下跟以前一樣、此次的系統卻是相當地冒險。或許會與從前的玩法有很大的變化。」（一見いつも通りですが、今回はかなり冒険したシステムになっています。今までの遊び方とはかなり変化するかも知れません。） 

## 關卡流程
| 關卡   | 關卡名稱 | 中文譯名                            | 地點               | 中頭目        | 頭目                          |
| ------ | -------- | ----------------------------------- | ------------------ | ------------- | ----------------------------- |
| 第一關 |          | 凈土的探測器 Eagle Rabbit           | 妖怪山麓（妖怪の山麓）       | 清蘭          | 清蘭                          |
| 第二關 |          | 湖上的前線基地 Lunatic Front Line   | 妖怪山中湖（妖怪の山の湖）     | 鈴瑚          | 鈴瑚                          |
| 第三關 |          | 阿波羅經絡 Dreamful Path            | 秘密的聯絡通道（秘密の連絡通路） | 哆來咪·蘇伊特 | 哆來咪·蘇伊特                 |
| 第四關 |          | 寂不會造訪的城 Lunatic Kingdom      | 月之都（月の都）         | 稀神 探女     | 稀神 探女                     |
| 第五關 |          | 星條旗的小丑 Clownish Moon          | 靜海（静かの海）           | 克勞恩皮絲    | 克勞恩皮絲                    |
| 最終關 |          | 即使已然不共戴天 Pure Furies        | 靜海（裡）（静かの海（裏））     | 不適用        | 純狐                          |
| Extra  |          | 王牌無論何時都是著壞棋 Evel Trinity | 夢境世界（夢の世界）       | 哆來咪·蘇伊特 | 赫卡提亞·拉碧斯拉祖利 ＆ 純狐 |

## 外部連結
- 東方紺珠伝人物介紹，存档于Archive.today（存檔日期 2015-08-14） （中文）